# John K. Fairbank
John King Fairbank (Huron, Dél-Dakota, 1907. május 24. – Cambridge, Massachusetts, 1991. szeptember 14.) (kínai neve pinjin hangsúlyjelekkel: Fèi Zhèngqīng; magyar népszerű: Fej Cseng-csing; egyszerűsített kínai: 费正清; hagyományos kínai: 費正清) amerikai sinológus.

## Élete és munkássága
Fairbank az egyetemi tanulmányait a Wisconsini Egyetemen, a Phillips Exeter Academyn, a Harvard College-ban és az Oxfordi Balliol College-ban végezte. Rhodes-ösztöndíjasként 1929-ben Oxfordban végzett summa cum laude minősítéssel. 1936-tól a Harvard Egyetemen tanított. 1953-ban szerzett doktori fokozatot a Trade and Diplomacy on the China Coast: The Opening of the Treaty Ports, 1842-1854 című disszertációjával. jelentős szerepet játszott a Kelet-ázsiai Kutatások Központjáak (Center for East Asian Research) harvardi megalapításában, amelynek 1955-től 1973-ig igazgatója volt, és amelyet halála után a tiszteletére és emlékére Fairbank Center for Chinese Studies-nak neveztek át. 1966-ban a brit sinológussal, Denis C. Twitchettel közösen elindították a The Cambridge History of China sorozat projektjét, amelynek első kötete 1978-ban jelent meg. Fairbank a 10–15. kötet megírásában és szerkesztésében vett részt, amely munkát haláláig végezte. Utolsó munkáját, a China: A New History két nappal halála előtt fejezte be. 1991-ben, szívinfarktus következtében hunyt el.

## Főbb művei
- The origin of the Chinese Maritime Customs Service, 1850-58. University of Oxford DPhil thesis, 1936
- The United States and China. Cambridge, MA: Harvard University Press, 1st ed 1948; 4th, enl. ed. 1983
- Trade and Diplomacy on the China Coast: The Opening of the Treaty Ports, 1842-1854. 2 vols. Cambridge, MA: Harvard University Press, 1953
- "Patterns Behind the Tientsin Massacre." Harvard Journal of Asiatic Studies 20, no. 3/4 (1957): 480-511.
- Ch'ing Administration: Three Studies. (Têng Ssu-yüvel) Harvard-Yenching Institute Studies, V. 19. Cambridge: Harvard University Press, 1960
- China: The People's Middle Kingdom and the U.S.A (Cambridge,MA: Belknap Press of Harvard University Press, 1967)
- China Perceived; Images and Policies in Chinese-American Relations (New York: Knopf, 1974)
- Chinese-American Interactions : A Historical Summary (New Brunswick, NJ: Rutgers University Press, 1975)
- Chinabound: a fifty-year memoir. New York : Harper & Row, 1982
- The Great Chinese Revolution, 1800-1985 (New York: Harper & Row, 1986)
- China: A New History. (Merle Goldmannel) Enl. ed. Cambridge, MA: Belknap Press of Harvard University Press, 1992